# 청시구

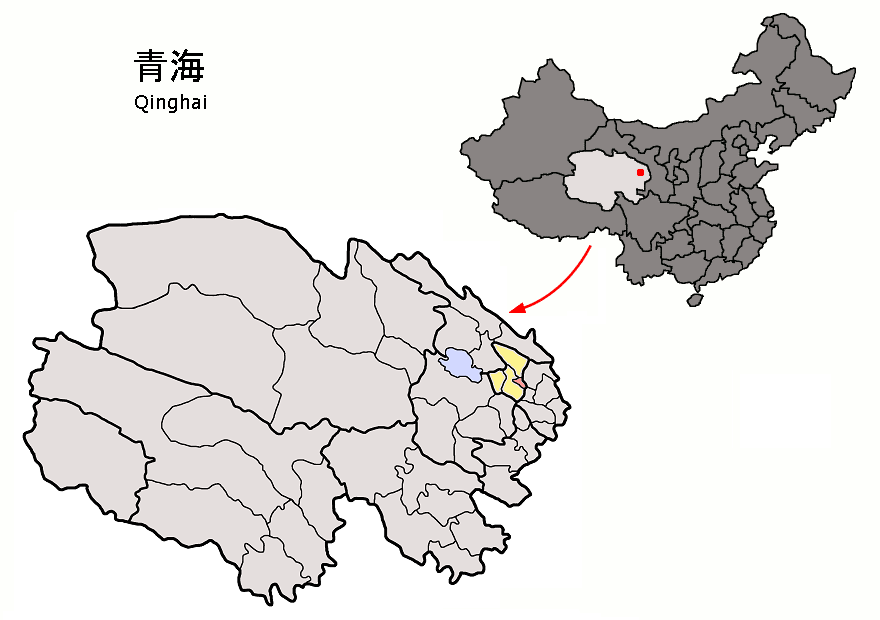
시닝 시구의 위치

청시구(한국어: 성서구, 중국어: 城西区, 병음: Chéngxī Qū)는 중화인민공화국 칭하이성 시닝 시의 현급 행정구역이다. 넓이는 79km2이고, 인구는 2007년 기준으로 240,000명이다.

## 기후
연평균 기온은 4.9°C이고 연평균 강수량은 379mm이다.

## 행정 구역
6개 가도, 1개 진을 관할한다.
- 가도: 西关大街街道, 古城台街道, 虎台街道, 胜利路街道, 兴海路街道, 南川西路街道.
- 진: 彭家寨镇.